# حشره‌خوارهای چهارانگشتی
حشره‌خوارهای چهارانگشتی (نام علمی: Petrodromus tetradactylus) نام یک گونه از راسته حشره‌خوار جهنده است.